# Georni Jaramillo
Georni Gregorio Jaramillo Cáceres (6 marzo 1989) è un multiplista venezuelano.

## Biografia
Jaramillo ha esordito internazionalmente nel 2006 gareggiando principalmente sulle corse ad ostacoli per tutta la carriera juniores. Con il debutto in nazionale seniores nel 2011, ha proseguito la carriera atletica nelle prove multiple, soprattutto in ambito regionale e continentale, vincendo tra le altre medaglie due medaglie d'oro tra i Giochi sudamericani 2018 e i Campionati sudamericani 2019.
Jaramillo ha debuttato mondialmente al Mondiale di Doha nel 2019, finendo diciannovesimo.

## Palmarès
| Anno | Manifestazione             | Sede         | Evento         | Risultato | Prestazione | Note                                     |
| ---- | -------------------------- | ------------ | -------------- | --------- | ----------- | ---------------------------------------- |
| 2006 | Sudamericani U18           | Caracas      | 400 m hs       | Argento   | 53"57       |                                          |
| 2007 | Sudamericani U20           | San Paolo    | 400 m hs       | Bronzo    | 53"55       |                                          |
| 2008 | Mondiali U20               | Bydgoszcz    | 110 m hs       | Batteria  | 14"34       |                                          |
| 2009 | Giochi dell'ALBA           | L'Avana      | 400 m hs       | 6º        | 53"18       |                                          |
| 2010 | Sudamericani U23           | Medellín     | 400 m hs       | Argento   | 51"50       |                                          |
| 2010 | Sudamericani U23           | Medellín     | 4×400 m        | Oro       | 3'06"53     |                                          |
| 2011 | Sudamericani               | Buenos Aires | Decathlon      | Bronzo    | 7051 p.     |                                          |
| 2011 | Campionati CAC             | Mayagüez     | Decathlon      | dnf       | dnf         |                                          |
| 2011 | Giochi dell'ALBA           | Barquisimeto | Decathlon      | Oro       | 7297 p.     |                                          |
| 2011 | Giochi panamericani        | Guadalajara  | Decathlon      | 6º        | 7679 p.     |                                          |
| 2012 | Campionati ibero-americani | Barquisimeto | Salto in lungo | Oro       | 8,02 m      |                                          |
| 2013 | Sudamericani               | Cartagena    | Salto in lungo | 10º       | 6,82 m      |                                          |
| 2015 | Sudamericani               | Lima         | Decathlon      | Argento   | 7454 p.     |                                          |
| 2017 | Sudamericani               | Asunción     | Decathlon      | Argento   | 8126 p.     |                                          |
| 2017 | Giochi bolivariani         | Santa Marta  | Decathlon      | Bronzo    | 6797 p.     |                                          |
| 2018 | Giochi sudamericani        | Cochabamba   | Decathlon      | Oro       | 7977 p.     |                                          |
| 2018 | Giochi CAC                 | Barranquilla | Decathlon      | dnf       | dnf         |                                          |
| 2019 | Sudamericani               | Lima         | Decathlon      | Oro       | 7784 p.     |                                          |
| 2019 | Giochi panamericani        | Lima         | Decathlon      | 4º        | 7913 p.     | Miglior prestazione personale stagionale |
| 2019 | Mondiali                   | Doha         | Decathlon      | 19º       | 6645 p.     |                                          |
| 2021 | Sudamericani               | Guayaquil    | Decathlon      | Bronzo    | 7613 p.     |                                          |
| 2023 | Giochi CAC                 | San Salvador | 110 m hs       | 7º        | 14"35       |                                          |